# Oasis (久松史奈のアルバム)
『oasis』（オアシス）は、久松史奈の7枚目のオリジナル・アルバム。

## 内容
「I'M HERE」は自身が初めて編曲を担当しており、今剛だけでギター演奏をしたものである。

## 収録曲
全作詞：久松史奈
1. FALLING LOVE
作曲・編曲：井口慎也
2. 大っキライだけど愛してる
作詞：久松史奈・鮎川めぐみ　作曲：TSUKASA　編曲：瀬尾一三
3. 子守歌
作曲：藤生ゆかり　編曲：井口慎也
4. ロックンロールが聴こえなくて
作曲：久松史奈　編曲：瀬尾一三
5. I'M HERE
作曲・編曲：久松史奈
6. Wedding Kiss
作曲：羽田一郎　編曲：国吉良一
7. BABY GIRL
作曲：野田晴稔　編曲：国吉良一
8. 光と影
作詞：大沢在昌・久松史奈　作曲：久松史奈　編曲：国吉良一
9. CRAZY DOG
作曲：久松史奈　編曲：井口慎也
10. WE ARE ALONE
作曲・編曲：井口慎也

## 参加ミュージシャン
- 江口信夫 - ドラム
- 鶴谷智生 - ドラム
- 国吉良一 - キーボード
- 難波正司 - ピアノ
- 美久月千晴 - ベース
- 井口慎也 - ギター、コーラス
- 今剛 - ギター
- 北島健二 - ギター
- 古村敏比古 - サックス
- 佐久間学 - コーラス